# نیروی دریایی امپراتوری روسیه
نیروی دریایی امپریال روسیه (انگلیسی: Imperial Russian Navy) نیروی دریایی امپراتوری روسیه بود. به‌طور رسمی در سال ۱۶۹۶ تأسیس شد و تا زمانی که در جریان انقلاب فوریه ۱۹۱۷ منحل شد، ادامه یافت. این نیرو از نیروی کوچکتر، پیش از آن که تزار پتر کبیر بنیانگذاری نیروی دریایی منظم روسیه در دور دوم مبارزات آزوف به وجود بیاید، توسعه یافت.
نیروی دریایی امپراتوری افسران خود را از طبقه اشراف امپراتوری که به کلیسای ارتدکس روسیه تعلق داشتند، جذب کرد. اشراف جوان شروع به آموزش برای رهبری در مدرسه ملی نیروی دریایی کردند.  از سال ۱۸۱۸ به بعد، تنها افسران نیروی دریایی امپراتوری روسیه به سمت مدیر ارشد شرکت روسی-آمریکایی مستقر در آمریکای روسیه (آلاسکای کنونی) برای استعمار و توسعه تجارت خز منصوب شدند. اگرچه نیروی دریایی اولیه امپراتوری در ابتدا از ملوانان خارجی حقوق بگیر استفاده می‌کرد، اما دولت شروع به استخدام ملوانان بومی به عنوان سرباز وظیفه کرد (همانطور که مردان برای خدمت در ارتش بودند). خدمت در نیروی دریایی مادام العمر بود. بسیاری از فرماندهان نیروی دریایی و نیروهای استخدام شده از سرزمین‌های غیر روسی امپراتوری روسیه با سنت‌های دریایی - فنلاند و (به ویژه) استان‌های بالتیک آمده بودند.
نیروی دریایی روسیه به دلیل پیشرفت کند فنی و اقتصادی امپراتوری در نیمه اول قرن نوزدهم وارد دوره افول شد. در اواخر قرن و در زمان امپراتور نیکلای دوم (۱۹۱۷-۱۸۹۴) احیا شد، اما بیشتر ناوگان اقیانوس آرام آن (همراه با ناوگان بالتیک که به خاور دور فرستاده شد) در جنگ روسیه و ژاپن ۱۹۰۴-۱۹۰۵ به صورت تحقیرآمیز نابود شد.
نیروی دریایی در طول جنگ جهانی اول تجربیات متفاوتی داشت، به طوری که آلمان‌ها عموماً در دریای بالتیک دست برتر را به دست آوردند، در حالی که روس‌ها کنترل دریای سیاه را به دست گرفتند. انقلاب روسیه پایان نیروی دریایی امپراتوری بود.  افسران آن عمدتاً با امپراتور همسو بودن، اما ملوانان جزو مخالفان تزار بودند و در طول جنگ داخلی روسیه در سالهای ۱۹۱۷-۱۹۲۲ هر دو طرف از هم جدا شدند. نیروی دریایی شوروی که در سال ۱۹۱۸ پس از انقلاب به عنوان ناوگان سرخ تأسیس شد، کشتی‌های موجود را در اختیار گرفت.
از نظر استراتژیک، نیروی دریایی امپراتوری روسیه با دو مسئله اساسی مواجه بود:
۱- استفاده از بنادر بدون یخ
۲- دسترسی آزاد به دریاهای آزاد.
سن پترزبورگ و سایر بنادر بالتیک و همچنین ولادی وستوک نمی‌توانستند در زمستان فعالیت کنند، از این رو روسیه برای ایجاد تأسیسات دریایی در سواحل دریای سیاه و (در نهایت) در مورمانسک فشار آورد و حتی نیروهای دریایی قابل توجهی در دریای بالتیک به دلیل عدم دسترسی آزاد به اقیانوس اطلس از طریق Øresund محدود ماندند، همانطور که ناوگان دریای سیاه همیشه نمی توانست بر عبور از تنگه‌های بسفر و داردانل تکیه کند. در نتیجه، گروه‌های دریایی جداگانه در بالتیک، دریای سیاه، خاور دور روسیه و قطب شمال توسعه یافتند.